# Doto nigra
Doto nigra är en snäckart som beskrevs av John Nevill Eliot 1910. Doto nigra ingår i släktet Doto, och familjen Dotoidae. Inga underarter finns listade.